# 미망인 (1988년 드라마)
《미망인》은 1988년 5월 21일에 MBC TV에서 방영된 베스트셀러극장이다.

## 출연
- 정동환
- 김교순
- 현석
- 김해숙
- 정상철
- 김영옥
- 신충식
- 강성욱
- 장보규
- 김두삼
- 한규희
- 견미리
- 김호영
- 문회원
- 강미
- 서권순
- 박소현
- 우연우
- 견미리
- 윤예희
- 이궁희
- 김민정
- 문상렬